# Liopholidophis
Liopholidophis Mocquard, 1904 è un genere di serpenti della famiglia Lamprophiidae, endemico del Madagascar.

## Tassonomia
Comprende le seguenti specie:
- Liopholidophis baderi Glaw, Kucharzewski, Nagy, Hawlitschek & Vences, 2013
- Liopholidophis dimorphus Glaw, Nagy, Franzen & VenceS, 2007
- Liopholidophis dolicocercus (Peracca, 1892)
- Liopholidophis grandidieri Mocquard, 1904
- Liopholidophis oligolepis Glaw, Kucharzewski, Nagy, Hawlitschek & Vences, 2013
- Liopholidophis rhadinaea Cadle, 1996
- Liopholidophis sexlineatus (Günther, 1882)
- Liopholidophis varius (Fischer, 1884)